# RoboCop 2
RoboCop 2 – film science-fiction produkcji amerykańskiej z 1990 roku. Jest kontynuacją przygód policjanta-cyborga, tj. RoboCopa z 1987 roku.

## Fabuła
W niedalekiej dystopijnej przyszłości Detroit jest na skraju bankructwa z powodu nie spłacenia długów wobec Omni Consumer Products (OCP). Prezes OCP zamierza spłacić dług miasta, a następnie przejąć całą własność publiczną, skutecznie przejmując radę miasta i zezwalając na bieżący, radykalny plan przebudowy miasta autorstwa OCP (jak ustalono w pierwszym filmie). Aby nakłonić mieszkańców do poparcia projektu, OCP świadomie wywołuje wzrost przestępczości ulicznej, przerywając plany emerytalne sprywatyzowanego Departamentu Policji w Detroit i obniżając pensje, wywołując policyjny strajk. RoboCop kontynuuje pracę z policjantką Anne Lewis. Razem dokonują nalot na miejsce produkcji Nuke – nowego dopalacza siejącego postrach w Detroit. Cain, przywódca kartelu wytwarzającego dopalacz ucieka ze swoim młodym wspólnikiem, Hobem. RoboCop doznaje przebłysków ze swojego wcześniejszego życia jako Alex Murphy i zaczyna obserwować swoją rodzinę na zewnątrz jej nowego domu. Nie mogąc wciąż pogodzić się ze śmiercią męża, żona Murphy’ego pozywa OCP, skarżąc się na nękanie. W trakcie zaplanowanego spotkania RoboCopa z jego żoną, bohater stwierdza, że Murphy nie żyje, a on sam jej nie zna.
OCP z trudem pracuje nad programem RoboCop 2 – policyjnym cyborgiem, w którym zainstalowano mózgowie zmarłych z punktu widzenia prawa policjantów – który docelowo ma zastąpić strakujących funkcjonariuszy. Każdy ze wskrzeszonych policjantów krótko po aktywacji dokonuje samobójstwa. Psycholożka o wątpliwej moralności, dr Juliette Faxx, przedstawia teorię, według której moralność Murphy’ego oraz surowe wychowanie zgodne z katolicyzmem są istotnymi czynnikami sukcesu RoboCopa; udaje jej się przekonać prezesa OCP do objęcia przywództwa nad projektem aby odzyskać 90 milionów dolarów wydanych na prace badawczo-rozwojowe. Naukowcy pracujący przy projekcie z przerażeniem odkrywają, że dr Faxx zamierza wykorzystać przestępców skazanych na karę śmierci i pragnących potęgi oraz nieśmiertelności zamiast policjantów.
Cain obawia się utraty kontroli po realizacji planu budowy nowego miasta Delta City i wykorzystuje Duffy’ego, skorumpowanego funkcjonariusza policji w Detroit, do osłabienia wysiłków OCP i RoboCopa w zakresie egzekwowania prawa. RoboCop namierza Duffy’ego i w brutalny sposób uzyskuje od niego informacje o położeniu kryjówki Caina. Następnie staje do konfrontacji z gangiem Caina na porzuconym placu budowy. Tam, wpada w zasadzkę i zostaje pokonany. Przestępcy rozmontowują RoboCopa i porzucają przed siedzibą jego posterunku. Cain zleca przeprowadzenie wiwisekcji na Duffym za ujawnienie ich lokalizacji oraz zachęca Hoba do obserwacji zabiegu.
RoboCop zostaje naprawiony, jednak za zgodą rady nadzorczej OCP dr. Faxx celowo zmienia przy tym oprogramowanie, wprowadzając nowe, łagodniejsze dyrektywy przyczyniające się do znacznego ograniczenia jego działania. Dzięki temu inicjatywa dr Faxx zyskuje poparcie. RoboCop ostatecznie pozbywa się nowych dyrektyw poprzez porażenie prądem i restart systemu operacyjnego. Murphy motywuje strakujących policjantów do pomocy w nalocie na kryjówkę Caina. Cain próbuje uciec, jednak zostaje zraniony i aresztowany przez RoboCopa. Hobowi udaje się uciec i przejąć władzę nad kartelem Caina. Sądząc, że jest w stanie kontrolować Caina poprzez jego uzależnienie od Nuke, dr Faxx wyznacza go do programu RoboCop 2 i odłącza go od aparatury podtrzymywania życia. Chirurdzy dokonują transplantacji mózgowia Caina do uzbrojonej maszyny bojowej o wyglądzie zbliżonym do ED-209 i reaktywują go.
Po nieudanej zbiórce pieniędzy na spłatę zadłużenia miasta, do burmistrza dzwoni Hob z propozycją umorzenia długu w zamian za „przymknięcie oka” na Nuke, całkowicie niwelując plan OCP związany z budową Delta City. W poczuciu zagrożenia OCP wysyła robo-Caina na spotkanie burmistrza z Hobem. Robo-Cain morduje wszystkich z wyjątkiem burmistrza, któremu w ostatniej chwili udaje się uciec kanałem ściekowym. RoboCop przybywa na miejsce i odnajduje ciężko rannego Hoba, który na krótko przed śmiercią wyjawia tożsamość napastnika.
Prezes OCP prowadzi prezentację związaną z robo-Cainem oraz Delta City. W chwili ujawnienia pojemnika zawierającego Nuke, robo-Cain, całkowicie opanowany przez nałóg, przeciwstawia się zainstalowanemu w nim oprogramowaniu i morduje zarówno ludność cywilną jak i policjantów. Pojawia się RoboCop i podejmuje walkę z robo-Cainem, która z czasem przenosi się na ulice miasta. RoboCop odzyskuje pojemnik z dopalaczem, a funkcjonariuszka Lewis odwraca nim uwagę robo-Caina. RoboCop wskakuje na robo-Caina, uszkadza pancerz, wyciąga mózgowie Caina i je niszczy. Cain ostatecznie ginie, a maszyna którą sterował zostaje wyłączona. Prezes OCP wraz z Donaldem Johnsonem, członkiem zarządu, decydują się zrzucić całą winę na dr Faxx za atak Caina, czyniąc z niej kozła ofiarnego. Podczas gdy Lewis zastanawia się czy OCP ponownie uniknie odpowiedzialności, RoboCop stwierdza że policjanci muszą być cierpliwi, gdyż „jesteśmy tylko ludźmi”.

## Obsada
- Peter Weller – funkcjonariusz Alex J. Murphy / RoboCop
- Nancy Allen – funkcjonariuszka Anne Lewis
- Belinda Bauer – dr Juliette Faxx
- Dan O’Herlihy – "stary człowiek", prezes OCP
- Felton Perry – Donald Johnson
- Tom Noonan – Cain
- William E. Pugh – burmistrz Marvin Kuzak
- Garbiel Damon – Hob
- Galyn Görg – Angie
- Stephen Lee – funkcjonariusz Duffy
- Robert DoQui – sierżant Warren Reed
- Ken Lerner – Tom Delaney
- Jeff McCarthy – Holzgang
- John Doolittle – dr Schenk
- Angie Bolling – Ellen Murphy
- Brandon Smith – Flint
- Thomas Rosales Jr. – Chet
- Tzi Ma – Tak Akita, technik laboratorium
- Wanda De Jesus – funkcjonariuszka Estevez
- George Cheung – Gilette
- Phil Rubenstein – Poulos
- Michael Medeiros – Catzo
- Roger Aaron Brown – funkcjonariusz Whittaker
- Mark Rolston – funkcjonariusz Stef
- Gary Bullock – Hack Doctor
- Linda Thompson – matka z dzieckiem
- John Glover – sprzedawca Magnavolt
- Mario Machado – Casey Wong
- Leeza Gibbons – Jess Perkins
- John Ingle – główny chirurg
- Fabiana Udenio – kobieta z reklamy Sunblock 5000
- Barry Martin – OCP Cop
- Patricia Charbonneau – Linda Garcia, technik RoboCopa (nie wymieniona w napisach końcowych)
- Frank Miller – Frank (nie wymieniony w napisach końcowych)
- Jerry L. Nelson – Darren Thomas (w napisach końcowych jako Jerry Nelson)

## Wpływ
Seryjny morderca Nathaniel White przyznał, że scena z RoboCopa 2 zainspirowała go do dokonania pierwszej zbrodni.

## Inne utwory

### Sequel
Sequel filmu, zatytułowany RoboCop 3, miał premierę w 1993 roku.

### Adaptacja powieściowa
Amerykańskie wydawnictwo Jove Books wydało adaptację książkową pod tytułem RoboCop 2: A Novel, autorstwa Eda Naha. Marvel Comics wyprodukowało trzytomową adaptację autorstwa Alana Granta. Podobnie jak powieść Naha, komiks zawiera sceny pominięte w finalnej wersji filmu.

### Komiksy
Pierwotny scenariusz Franka Millera został przekształcony w dziewięciotomową serię komiksów zatytułowaną Frank Miller's RoboCop. Recenzje adaptacji scenariusza Millera były mieszane. Ken Tucker, edytor dla Entertainment Weekly, przyznał komiksowi ocenę „D”, krytykując „wyczerpaną historię” oraz brak „interesującej akcji”. Recap napisany dla humorystycznej strony internetowej I-Mockery brzmiał: „Spędziłem sporo czasu z tymi komiksami w ciągu ostatnich kilku dni, szukając i pisząc ten artykuł, i mogę szczerze stwierdzić, że zachęcają mnie do obejrzenia po raz kolejny filmowej wersji RoboCopa 2, aby pozbyć się tego paskudnego posmaku. Albo żeby udowodnić samemu sobie, iż film nie może być jeszcze gorszy niż to”.